# Union des démocrates et indépendants
Union des démocrates et indépendants (UDI) er et centrum-højreorientet fransk politisk parti. Det er et forbund af syv partier.